# Virgilio Mariano Tedín
Virgilio Mariano Tedín Tejada, también conocido como el Juez Tedín (Salta, 18 de diciembre de 1850 - Buenos Aires, 19 de junio de 1893), fue un Juez Federal de la Capital Federal que alcanzó  notoriedad en la década de 1880 por su oposición al fraude electoral y a la corrupción política.

## Biografía
Tedín nació en Salta en 1850. Su padre fue Pío José Tedín, un abogado y político de la Generación del 37, vinculado a la Coalición del Norte contra Juan Manuel de Rosas.
Su madre, Eulogia Tejada, era hija de Macacha Güemes de Tejada (hermana de Martín Güemes). 
Era hermano de Miguel Tedín, un ingeniero ferroviario que llegaría a ser ministro de Obras Públicas de la Nación.
Se casó con María Uriburu Álvarez de Arenales 
—hermana de José Evaristo Uriburu— con quien tuvo cuatro hijos: Virgilio Tedín Uriburu (quien se convertiría en 1929 en presidente de la Asociación del Fútbol Argentino), Alberto (1876), María (1878) y Lía (1882).

### Trayectoria profesional
Completó el secundario en Salta y partió a estudiar Derecho en Buenos Aires, donde se doctoró en Jurisprudencia en 1874.
Ese mismo año, lucha en las filas de la Guardia Nacional contra la rebelión porteñista en el marco de la Revolución de 1874; siendo posteriormente ascendido a Capitán.
En 1875 se convierte en juez en lo Civil en el pueblo de Mercedes y en 1882 lo designan juez federal de sección en la Capital.
A partir de ese momento se dedica con exclusividad a su función de magistrado, caracterizándose por una independencia del poder político inédita en aquella época. Logra frustrar múltiples intentos de fraude electoral, evitando que el oficialismo "arreglara" los padrones según su conveniencia. También se opone a las frecuentes detenciones arbitrarias dando a lugar a sendos pedidos de habeas corpus. Particularmente; en 1892 cuando el Poder Ejecutivo Nacional decreta el estado de sitio en todo el país, y ordena detener al caudillo de la Unión Cívica Radical, el senador Leandro N. Alem; el Juez Tedín ordena que le fuera presentado de inmediato el detenido, entendiendo que no podía ser apresado mientras gozara de fuero parlamentario. De todos modos, el Estado Mayor de la Armada se rehúsa a recibir el oficio de Tedín.
Falleció debido a una crisis cardíaca el 29 de junio de 1893, a los 42 años.
Sus restos fueron colocados provisoriamente en la tumba de Domingo Faustino Sarmiento (quien había sido su amigo en vida), en el Cementerio de la Recoleta.

## Reconocimiento póstumo
El 29 de julio de 1899, costeado por suscripción pública, se inauguró su mausoleo en el mismo cementerio. Ejecutado en mármol por el escultor Miguel Sansebastiano, representa a la Justicia sentada tendiendo su diestra hacia la cabeza de un ángel que lleva en sus manos una tabla de la Ley. La leyenda tallada al frente reza: "Al juez Virgilio Tedín. Homenaje nacional". En las de los costados, se lee: "Mantuvo incólume la potestad de la ley en que reposa el verdadero bienestar de la Patria" y "Dio a cada uno lo suyo, vivió honestamente y a nadie dañó". 
Una calle del barrio porteño de Palermo se denomina Juez Tedín en su honor; así como la pequeña localidad de Virgilio Tedín en el Departamento General Güemes (Salta).